# Holzurburg am Bederkesaer See
Die Holzurburg am Bederkesaer See ist ein Naturschutzgebiet in der niedersächsischen Stadt Geestland und der Gemeinde Steinau in der Samtgemeinde Land Hadeln im Landkreis Cuxhaven.

## Allgemeines
Das Naturschutzgebiet mit dem Kennzeichen NSG LÜ 275 ist rund 625 Hektar groß. Ein 550 Hektar großer Teil des Naturschutzgebietes ist Bestandteil des FFH-Gebietes „Ahlen-Falkenberger Moor, Seen bei Bederkesa“. Darüber hinaus bilden 8,8 Hektar des Naturschutzgebietes das 1985 ausgewiesene Naturwaldreservat „Wehdenbruch“. Im Westen und Süden grenzt das Naturschutzgebiet an das Landschaftsschutzgebiet „Waldgebiete bei Bederkesa“. Das Gebiet steht seit dem 30. August 2007 unter Naturschutz. In dem Naturschutzgebiet sind das im Januar 1985 ausgewiesene ehemaligen Naturschutzgebiet „Hörner Moor und Nordostufer Bederkesaer See“ und das im Dezember 1985 ausgewiesene ehemalige Naturschutzgebiet „Wehdenbruch“ aufgegangen. Zuständige untere Naturschutzbehörde ist der Landkreis Cuxhaven.

## Beschreibung

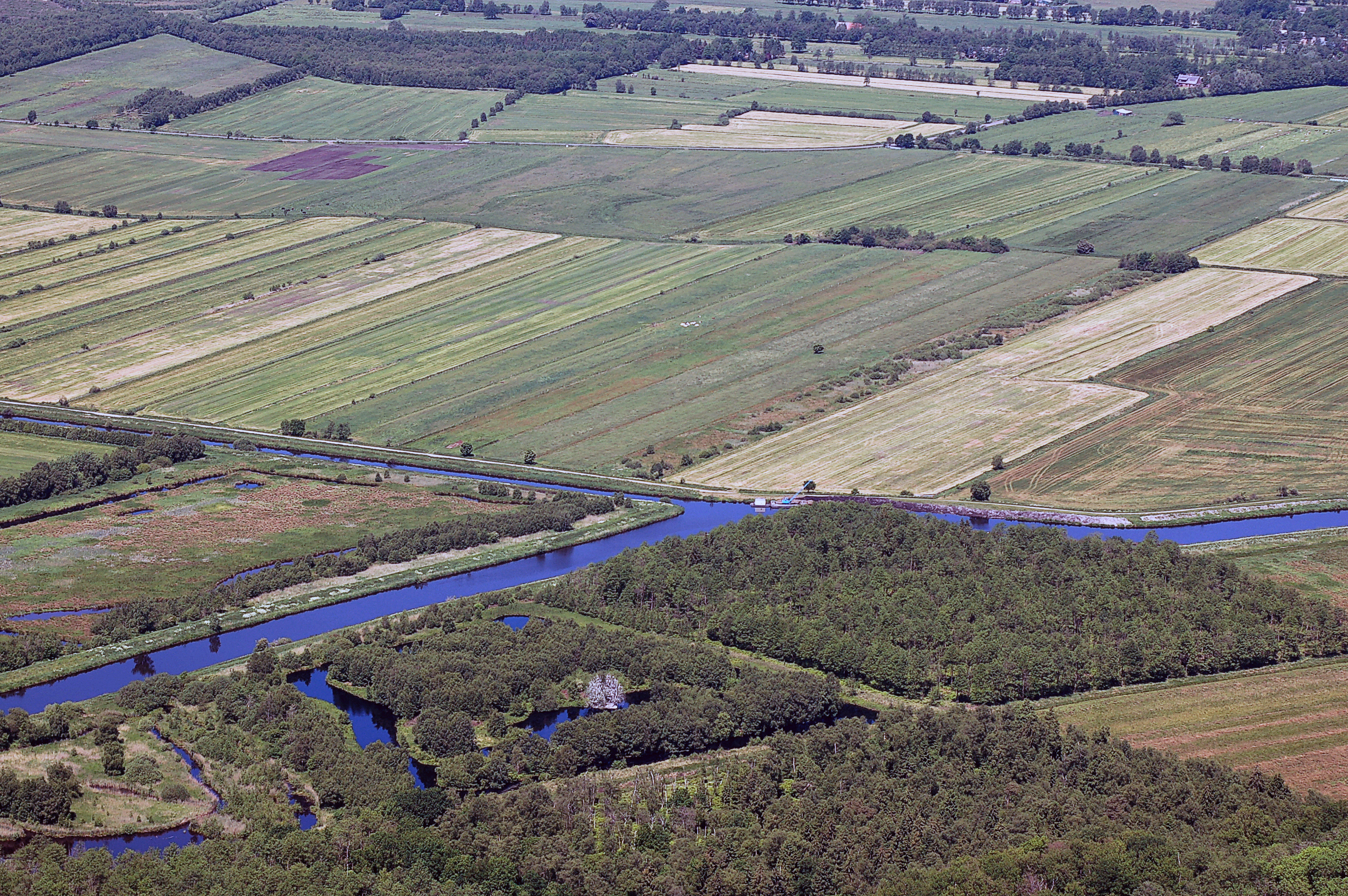
Nördliches Ende des NSG mit der Einmündung des Flögelner Seeabflusses in den Hadelner Kanal

Das Naturschutzgebiet liegt nordöstlich von Bad Bederkesa zwischen dem Bederkesaer See und dem Schifffahrtsweg Elbe-Weser. Das Naturschutzgebiet besteht aus landschaftlich unterschiedlichen Bereichen.
Den größten Teil bildet die Holzurburg, ein von einem Laubmischwald geprägten Waldgebiet auf einem Geestrücken mit dem nach Süden angrenzenden Holzurburger Moor, einem überwiegend mit Kiefern und Birken bewachsenen Hochmoorbereich. Das oberflächlich entwässerte Hochmoor wurde vor über 100 Jahren mit Nadelbäumen aufgeforstet. Vereinzelt sind noch naturnahe Hochmoorbereiche mit Glockenheide und Wollgras zu finden.
An die Holzurburg schließen sich im Nordwesten der durch Bruchwald und Moorflächen geprägte feuchte Wehdenbruch und die als Grünland genutzten Wehdenwiesen an. Dieser Bereich bildete das ehemalige Naturschutzgebiet „Wehdenbruch“ mit dem Naturwaldreservat „Wehdenbruch“. Die Moorflächen sind überwiegend abgetorft. Das Naturschutzgebiet wird hier von einem Altarm der Aue und dem Schifffahrtsweg Elbe-Weser durchzogen. Im Norden des Bereiches befinden sich mehrere für Naturschutzzwecke angelegte Teiche.
Südöstlich der Holzurburg befindet sich das mit Röhricht, Weidengebüsch und Erlenbruch bewachsene Nordufer und Verlandungsflächen des Bederkesaer Sees sowie dessen in das Naturschutzgebiet einbezogene nordöstliche Wasserfläche. Der Wasserstand des eingedeichten Sees weist seit den 1990er Jahren keine natürlich Dynamik mehr auf und wird künstlich reguliert. Der Grund des Sees ist dick mit Mudde bedeckt.
Östlich der Holzurburg schließt sich das von Bruch- und Nadelwald geprägte Hörner Moor an. Das Hörner Moor bildete mit dem Nordostufer des Bederkesaer Sees das ehemalige Naturschutzgebiet „Hörner Moor und Nordostufer Bederkesaer See“. Das Hörner Moor wird vom Ankeloher Randkanal durchflossen, der in den Bederkesaer See mündet. Zwischen dem Ankeloher Randkanal und der Holzurburg befinden sich Spülfelder mit Teichen.
Im Süden des Waldgebietes befindet sich ein knapp 4 km langer Waldlehrpfad, der als Rundweg angelegt ist. Der Rundweg verläuft durch das Waldgebiet zum Ufer des Bederkesaer Sees und entlang Moorflächen zurück in das Waldgebiet. Ferner verläuft rund um den Bedakesaer See ein rund 7 km langer Seerundweg. Der Rundweg verläuft überwiegend auf dem Schutzdeich und überschneidet sich im Norden des Sees mit dem Waldlehrpfad. Von zwei Aussichtstürmen sind der See und die umliegenden Flächen gut einsehbar. Beide Rundwege führen an einer frühgeschichtlichen Wallanlage vorbei, die seit etwa 1900 als „Holzurburg“ bezeichnet wird und sich im Süden des Waldgebietes befindet. Auf mehreren Tafeln finden sich Informationen zum Waldgebiet und dem See sowie der Flora und Fauna.